# Rijn-Schelde
Het scheepsbouwconcern Rijn-Schelde Machinefabrieken en Scheepswerven NV (RSMS) was maar een kortstondig leven beschoren. Het bedrijf ontstond in 1966 uit een fusie tussen scheepswerven in Rotterdam en Vlissingen, waarbij zich later een aantal andere bedrijven aansloot. Het eindigde in 1970 toen het opging in het RSV-concern.
Rijn-Schelde Machinefabrieken en Scheepswerven NV (RSMS) (kortweg Rijn-Schelde Combinatie) ontstond op 4 maart 1966 uit een fusie van:
- de Rotterdamsche Droogdok Maatschappij NV te Rotterdam
- waaronder dochtermaatschappij NV Machinefabriek en Scheepswerf van P. Smit Jr. te Rotterdam
- de Koninklijke Maatschappij De Schelde NV te Vlissingen
- de NV Motorenfabriek Thomassen te De Steeg

In 1968 sloot de NV Machinefabriek Breda voorheen Backer & Rueb te Breda zich hierbij aan. Op 3 juli 1968 werd besloten tot nauwe samenwerking met de NV Dok en Werf Maatschappij Wilton-Fijenoord te Schiedam.
De Rijn-Schelde Combinatie fuseerde op 1 januari 1971 met Verolme Verenigde Scheepswerven NV (VVSW) tot Rijn-Schelde-Verolme Machinefabrieken en Scheepswerven NV (RSV).
- Virtual International Authority File: 134312369